# Kasuga (1863)
Kasuga (jap. 春日丸 Kasuga Maru) – japońska fregata o napędzie kołowym z końcowego okresu Edo (bakumatsu) i wczesnego okresu Meiji, początkowo należąca do marynarki wojennej domeny feudalnej Satsuma, a następnie marynarki cesarskiej. 
Jej budowę rozpoczęto w 1863 roku w stoczni J. Samuela White'a w Cowes. Miała trafić do chińskiej marynarki wojennej jako „Chiangtzu”, jednak rząd cesarski nie zgodził się na ratyfikację zakupu przez co w 1867 roku została sprzedana daimyō Satsumy i przemianowana na „Kasugę”. Brała udział w wojnie boshin – w 1868 roku została przechwycona przez rebeliancką flotę Takeakiego Enomoty pod Hakodate. W 1869 roku przejęta przez marynarkę cesarską. Służyła do 1894 roku, kiedy została zdemobilizowana i oddelegowana do stawiania min w pobliżu Cuszimy (Tsushima). Rozebrana w 1896 roku.